# 傅成玉

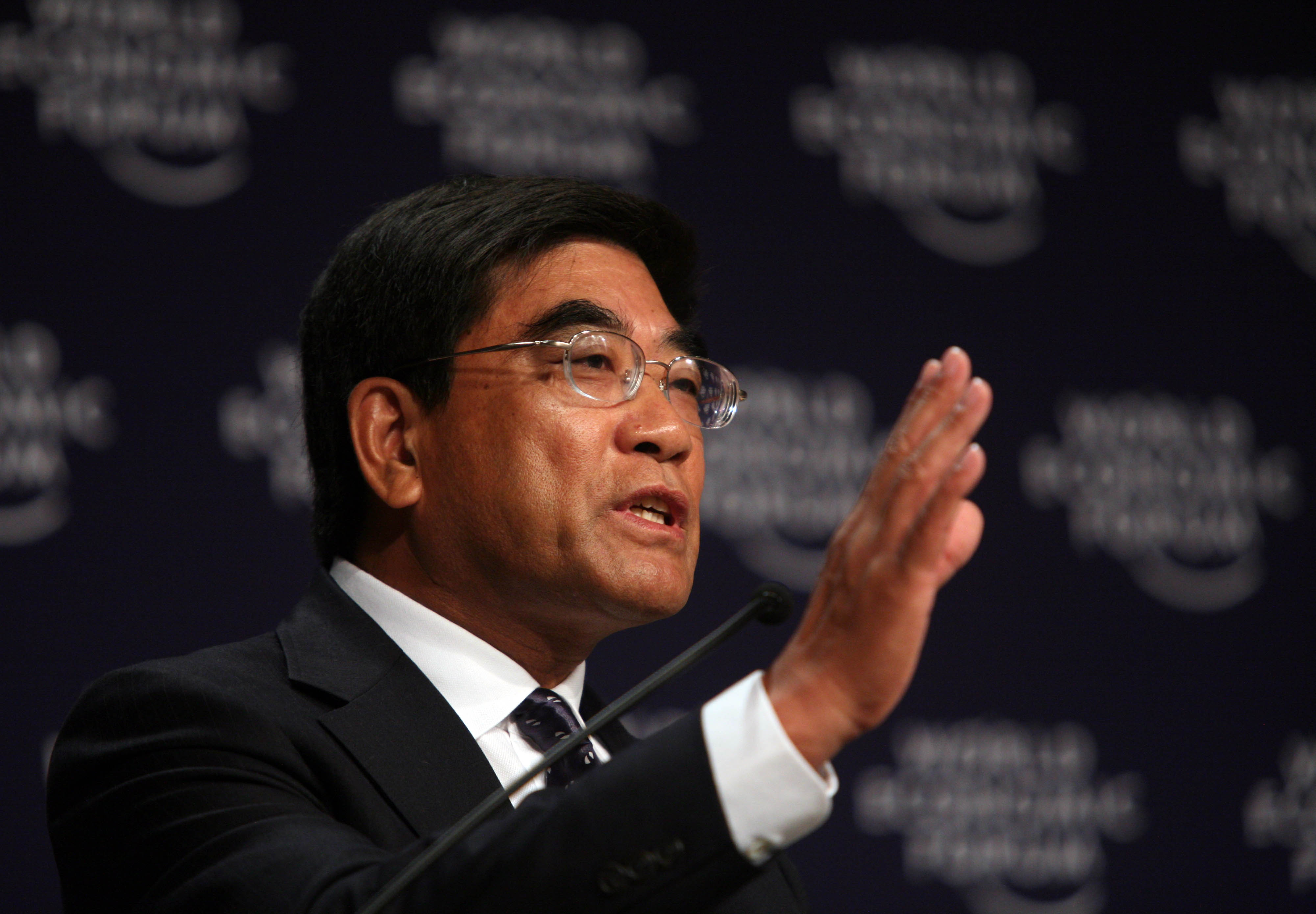
傅成玉

傅成玉（1951年6月—），黑龙江齐齐哈尔市讷河县人，原中石化集团董事长、党组书记。中国共产党第十七届中央纪律检查委员会委员。

## 生平
1951年生于黑龙江，毕业于东北石油学院（现东北石油大学）地质学系，后获美国南加州大学石油工程硕士学位。1982年加入中國海洋石油總公司，在中外合作油田担任中方主要负责人，后任南海东部公司副总经理、总经理，后任中國海洋石油總公司副总经理，总经理、党组书记。2011年4月8日起，任中国石油化工集团公司董事长。 2015年5月4日卸任退休。

## 评价
长久以来，中国石油行业高度垄断、行政色彩浓厚。而作为行业内最国际化、最具企业家精神的央企领导人，傅成玉在任内积极推动中海油与中石化的转型改革，成绩斐然，获得诸多荣誉。2015年5月，傅成玉卸任当日，国内外媒体都对其给予高度赞赏。有中国业内人士称赞“傅式改革”难能可贵，并表示：“你老了，江湖不忘。” 美媒彭博新闻社撰文讲述了傅成玉如何从大庆油田一名普通工人成长为亚洲最大炼油企业负责人，并评价傅成玉的职业生涯是中国改革开放30年崛起之路的缩影。

## 争议
在第十二届全国政协第二次会议期间，傅成玉在赞扬中华人民共和国政治制度与三个自信时表示，“今后高级民主制度将在我们这里产生，西方是低级的民主，我们领导人是逐级选举是接地气的”。